# Кулканово
Кулканово (баш. Ҡолҡан) — деревня в Гафурийском районе Республики Башкортостан Российской Федерации. Входит в состав Саитбабинского сельсовета. 

## География

### Географическое положение
Расстояние до:
- районного центра (Красноусольский): 60 км,
- центра сельсовета (Саитбаба): 3 км,
- ближайшей ж/д станции (Белое Озеро): 75 км.

## Население
| 2002 | 2009 | 2010 |
| ---- | ---- | ---- |
| 211  | →211 | ↘166 |

Согласно переписи 2002 года, преобладающая национальность — башкиры (100 %).